# Державний комітет України з промислової політики
Державний комітет промислової політики України (Держпромполітики України) — центральний орган виконавчої влади, діяльність якого спрямовується і координується Кабінетом Міністрів України.
Комітет вносить пропозиції щодо формування державної промислової політики у сфері машинобудування, військово-промислового комплексу, конверсії, металургійної, хімічної, легкої, деревообробної промисловості, виробництва дорогоцінних металів, дорогоцінного каміння тощо, забезпечує її реалізацію, здійснює управління в цій сфері, а також міжгалузеву координацію та функціональне регулювання з питань, віднесених до його відання.
Державний комітет промислової політики України є правонаступником Міністерства промислової політики України.

## Завдання Держпромполітики України
Основними завданнями комітету є:
- підготовка пропозицій щодо формування державної промислової політики та забезпечення її реалізації;
- розроблення прогнозних стратегічних напрямів структурної інвестиційної політики, аналіз фінансово-економічного стану розвитку промисловості України;
- розроблення проектів державних програм розвитку промисловості України, координація їх виконання;
- участь у підготовці пропозицій щодо вдосконалення механізму державного регулювання розвитку промисловості України;
- сприяння створенню правових та економічних умов, що стимулюють прискорення інноваційних та інвестиційних процесів у промисловості, налагодження міжнародних господарських зв'язків.[1]

## Права Держпромполітики України
Комітет має право:
- залучати спеціалістів центральних і місцевих органів виконавчої влади, підприємств, установ та організацій(за погодженням з їх керівниками) для розгляду питань, що належать до його компетенції;
- представляти Кабінет Міністрів України за його дорученням у міжнародних організаціях та під час укладення міжнародних договорів України;
- одержувати в установленому законодавством порядку від центральних і місцевих органів виконавчої влади, органів місцевого самоврядування інформацію, документи і матеріали, необхідні для виконання покладених на нього завдань;
- скликати в установленому порядку наради з питань, що належать до його компетенції[1].